# Euselasia aurantiaca
Euselasia aurantiaca är en fjärilsart som beskrevs av Frederick DuCane Godman och Osbert Salvin 1868. Euselasia aurantiaca ingår i släktet Euselasia och familjen Riodinidae. Inga underarter finns listade i Catalogue of Life.